# Partido del Suelo Libre
El Partido de Suelo Libre (en inglés, Free Soil Party) fue un partido político de corta duración en los Estados Unidos activo durante las elecciones presidenciales de 1848 y 1852, y en algunas elecciones estatales. Fundada en Buffalo, Nueva York, era un tercer partido, y de un solo tema, que tuvo gran resonancia y obtuvo su mayor apoyo en el Estado de Nueva York.  La dirección del partido se compuso de antiguos miembros antiesclavistas del Partido Whig y el Partido Demócrata.  Su propósito principal era oponerse a la expansión de la esclavitud en los territorios occidentales, con el argumento de que los hombres libres en suelo libre componen un sistema moral y económicamente superior al de esclavitud.  Se opuso a la esclavitud en los nuevos territorios (coincidiendo con la Enmienda Wilmot) y trabajó a veces para eliminar las leyes que discriminaban a los afroestadounidenses liberados en estados como Ohio.
Los miembros del partido fueron absorbidos en gran parte por el partido republicano entre 1854 y 1856, por medio del Movimiento anti-Nebraska.

## Posiciones

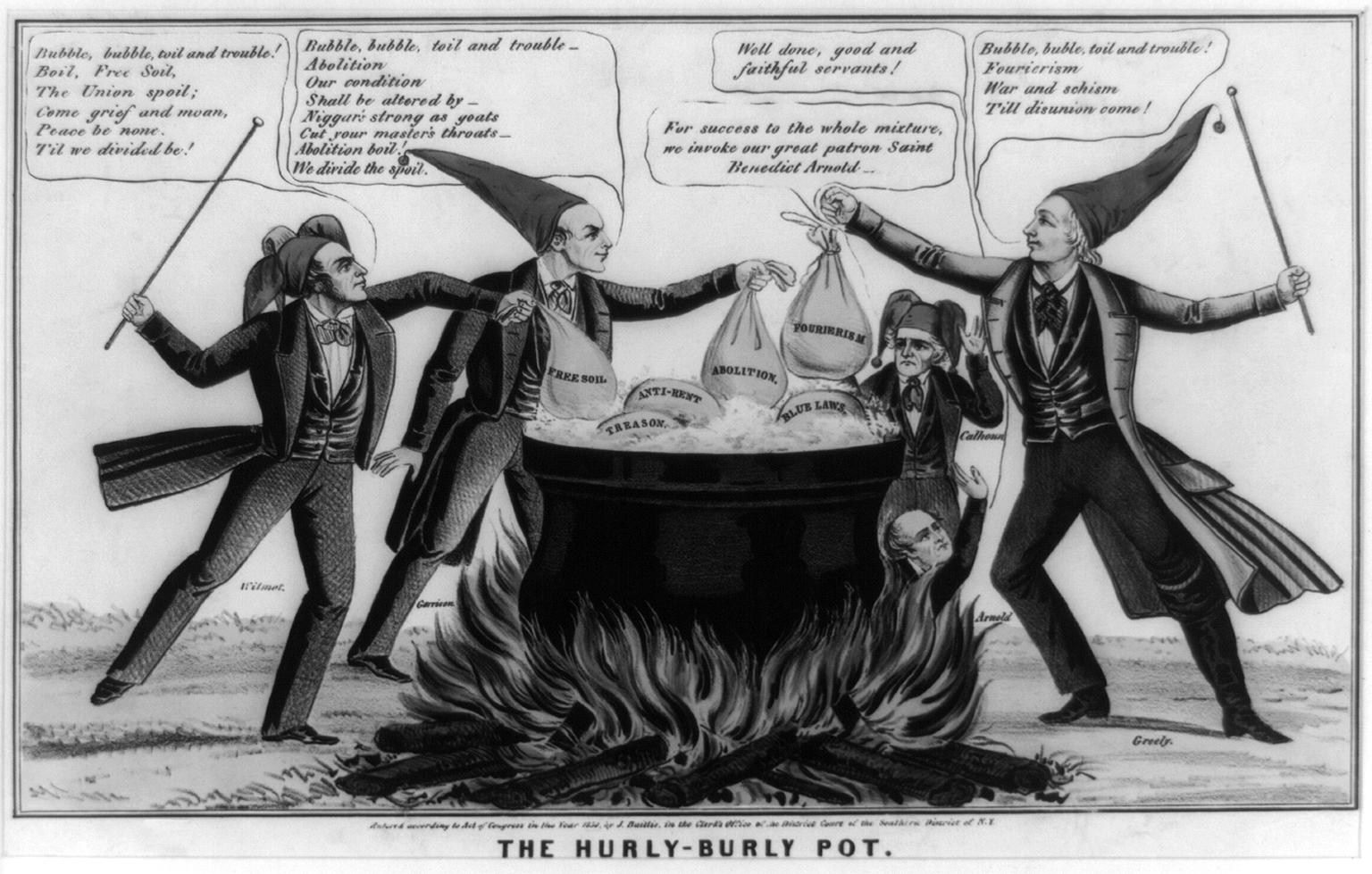
En esta caricatura política de 1850, el artista ataca a los abolicionistas, a Free Soil, y otros intereses seccionalitas de 1850 como peligrosos para la Unión.

Los candidatos del Suelo Libre basaron su campaña sobre una plataforma que declaraba: "... inscribimos en nuestra bandera, 'Suelo Libre, Libertad de Expresión, Trabajo Libre no Forzado y Hombres Libres", y debajo de ella vamos a luchar y luchar siempre, hasta que la victoria triunfante recompensará nuestros esfuerzos". El partido también pidió un arancel de solo ingresos y por la Ley de Asentamientos Rurales. El soporte principal de “Suelo Libre” provenía de áreas de Ohio, el estado de Nueva York y el oeste de Massachusetts, aunque otros estados del norte también tenían representantes. El partido sostenía que la esclavitud socava la dignidad del trabajo e inhibe la movilidad social, y por lo tanto era fundamentalmente antidemocrático. Viendo la esclavitud como una institución económicamente ineficaz, obsoleta, los de Suelo Libre creían que la esclavitud debía ser contenida, y que si contenida en última instancia, debería desaparecer. 

## Historia

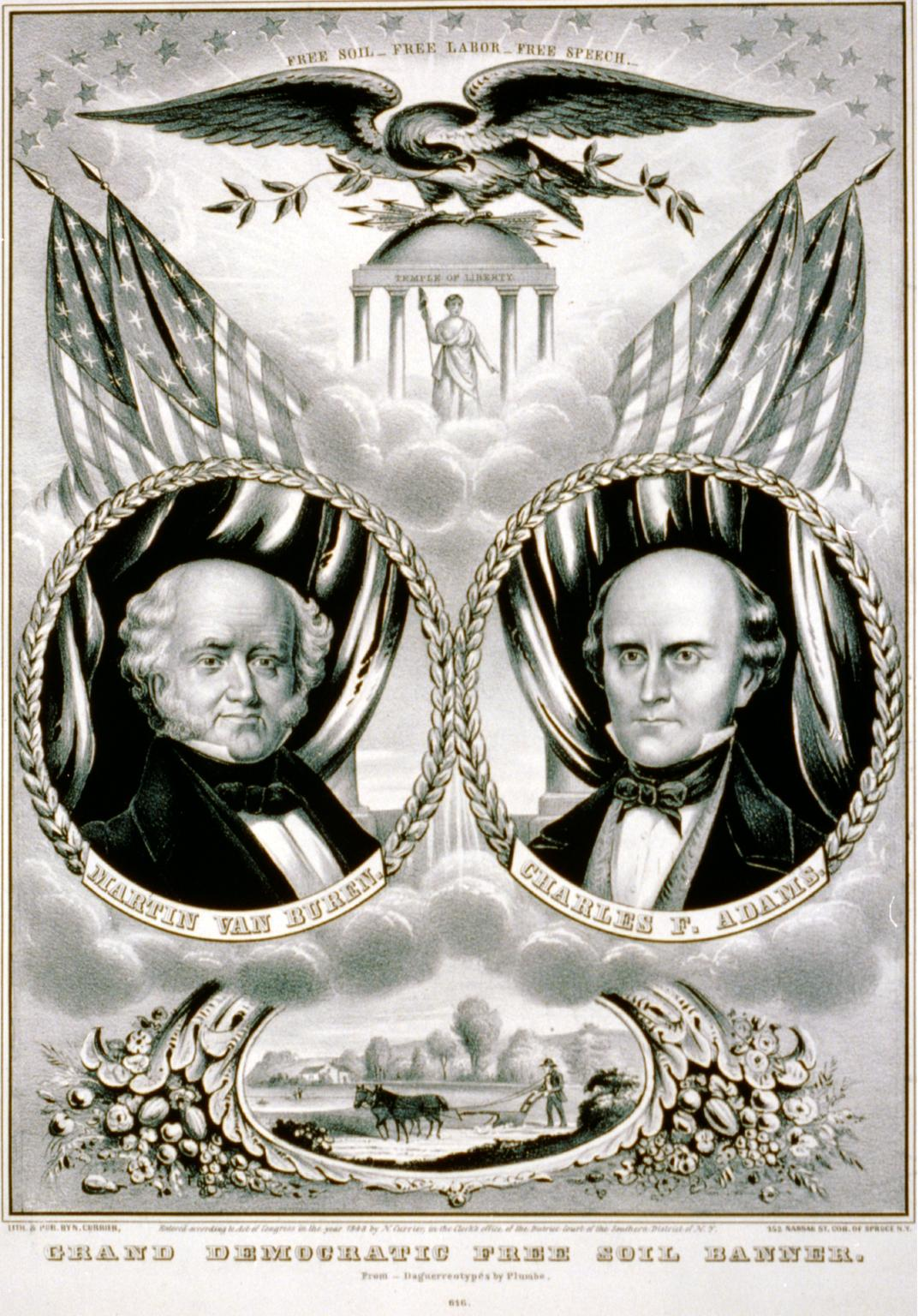
Pancarta de la campaña Van Buren / Adams

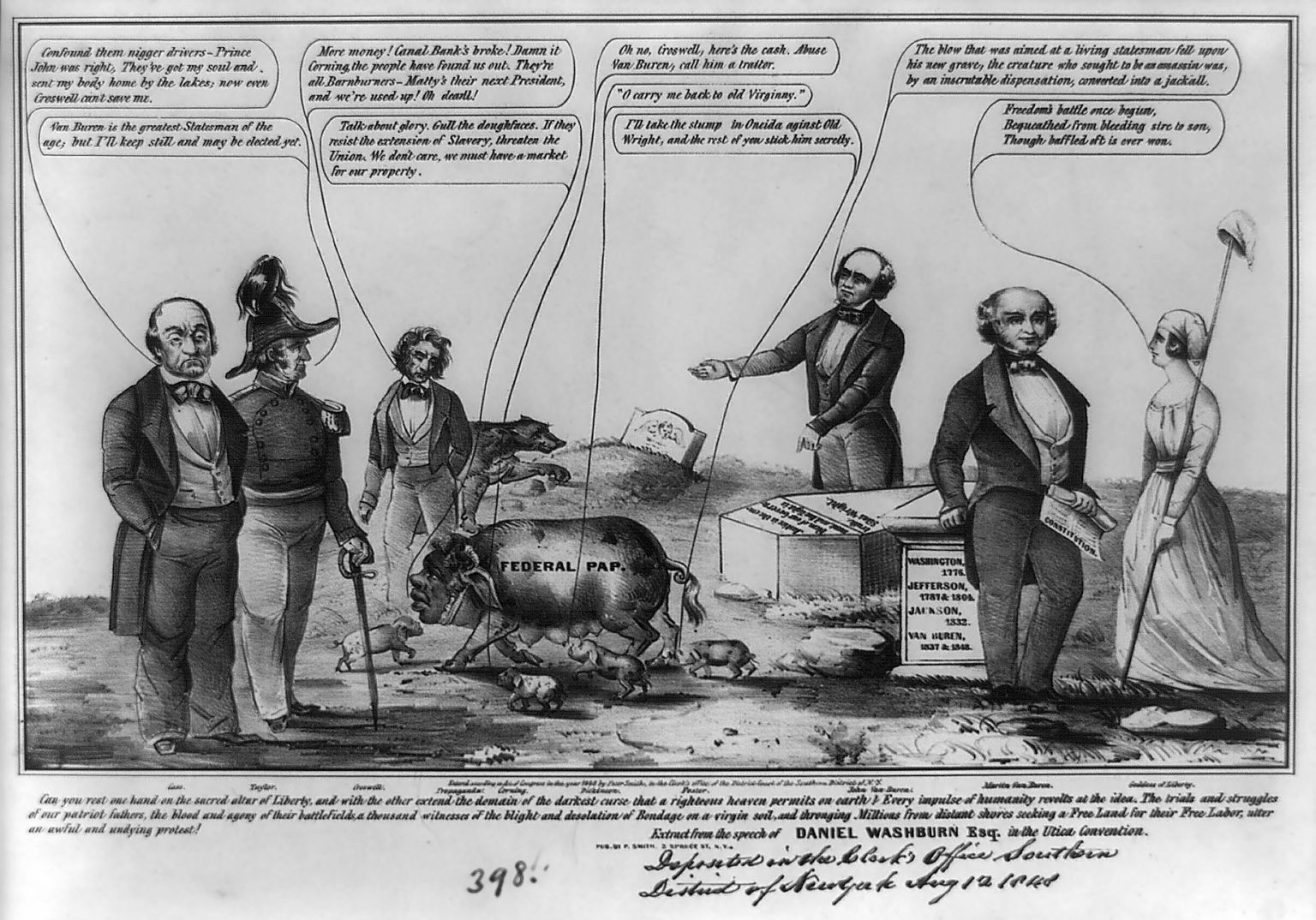
Dibujos de Van Buren, 1848

En 1848 la convención Demócrata del Estado de Nueva York no aprobó la Cláusula Wilmot, un acto que habría prohibido la esclavitud en cualquier territorio conquistado por los Estados Unidos en la guerra mexicana.  Casi la mitad de los miembros, conocidos como "barnburners", se retiraron después de renunciar a la plataforma nacional. Lewis Cass, candidato presidencial de 1848 del Partido Demócrata, apoyaba la soberanía popular para determinar el estado de esclavitud en los territorios de Estados Unidos.  Esta postura ahuyentó a los demócratas del estado de Nueva York y los animó a unirse a los antiesclavistas whigs y la mayoría del “Partido de libertad” para formar el Partido del Suelo Libre, formalizado en el verano de 1848 en las convenciones de Utica y Búfalo. Los del Suelo Libre nombraron al expresidente demócrata Martin Van Buren como presidente, junto con Charles Francis Adams como vicepresidente, en la Plaza Lafayette en el Búfalo, entonces conocido como Court House Park. Los principales líderes del partido fueron Salmón P. Chase de Ohio y John P. Hale, de Nuevo Hampshire. Los candidatos de Suelo Libre ganaron el 10% del voto popular en 1848, pero no votos electorales, en parte debido a que el nombramiento de Van Buren desalentó a muchos whigs antiesclavistas de apoyarlos. 
El partido se distanció del abolicionismo y evitaba los problemas morales implícitos en la esclavitud. Los miembros hicieron hincapié en cambio en la amenaza que la esclavitud plantearía para liberar mano de obra blanca y los nuevos empresarios en territorios occidentales del norte. Aunque el abolicionista William Lloyd Garrison ridiculizó la filosofía del partido como "maneismo blanco," el enfoque atrajo a muchos oponentes moderados de la esclavitud. La plataforma de 1848 se comprometió a promover mejoras internas limitadas, trabajar para una ley de hacienda, trabajar para el pago de la deuda pública, e introducir una tarifa moderada por solo ingresos.
El Compromiso de 1850 para neutralizar temporalmente el problema de la esclavitud y socavó la posición sin compromisos del partido. La mayoría de “barnburners” volvieron al Partido Demócrata y el Partido de Suelo Libre fue dominado por los líderes antiesclavistas más rigurosos. 
El partido eligió a  John P. Hale como candidato a las elecciones presidenciales de 1852, pero su participación en el voto popular se redujo a menos del 5%. Sin embargo, dos años más tarde, después de la enorme indignación por la Ley Kansas-Nebraska de 1854, los restos del partido de Suelo Libre ayudaron a formar el Partido Republicano.

## Legado
El partido de Suelo Libre envió dos senadores y catorce representantes del 31.º Congreso, que se reunió del 4 de marzo de 1849 al 3 de marzo de 1851. Puesto que había miembros del partido en el Congreso, podían llevar mucha más carga en el gobierno y en los debates que tuvieron lugar.  El candidato presidencial del partido de Suelo Libre en 1848, Martin Van Buren, recibió 291.616 votos en contra de Zachary Taylor de los Whigs y Lewis Cass de los demócratas, pero Van Buren no recibió votos electorales. El "Efecto de alerón" del partido en 1848 pudo haber ayudado a Taylor en la elección muy discutida.
La fuerza del partido, sin embargo, fue su representación en el Congreso. Los dieciséis funcionarios elegidos tuvieron una influencia mucho más allá de su fuerza numérica. El legado más importante del partido fue crear una ruta para los demócratas antiesclavistas para unirse a la nueva coalición republicana.
En agosto de 1854 se negoció una alianza en Ottawa, Illinois entre el partido de Suelo Libre y los Whigs (en parte sobre la base de los esfuerzos del editor de periódicos locales Jonathan F. Linton) que dio origen al Partido Republicano.

## Candidatos Presidenciales
| Año  | Candidato Presidencia | Candidato Vicepresidencia | Ganó/Perdió |
| ---- | --------------------- | ------------------------- | ----------- |
| 1848 | Martin Van Buren      | Charles Francis Adams     | Perdió      |
| 1852 | John P. Hale          | George W. Julián          | Perdió      |

## Personas conocidas de Suelo Libre
- Jonathan Blanchard, presidente de Knox College[5]
- Walter Booth, congresista por Connecticut
- David C. Broderick, senador por California
- William Cullen Bryant
- Salmon P. Chase, senador por Ohio
- Oren B. Cheney, legislador por Maine, fundador del Bates College
- Richard Henry Dana, Jr.
- Sidney Edgerton, congresista por Ohio, juez presidente de la Corte Territorial Suprema de Idaho y gobernador territorial de Montana
- John C. Frémont, senador por California
- Leander F. Frisby, fiscal general de Wisconsin
- Joshua Reed Giddings, congresista por Ohio
- Francis Gillette, senador por Connecticut
- James Harlan, senador por Iowa
- Thomas Hoyne, futuro alcalde de Chicago
- Horace Mann
- J. Young Scammon, pionero en Chicago y líder de estado Whig, que en 1848 fue candidato por la "Plataforma Suelo Libre" por el 4.º Distrito Congresional[6]
- William B. Ogden, primer alcalde de Chicago y presidente de la Unión de Ferrocarriles de Galena y Chicago
- Charles Sumner, senador por Massachusetts
- Walt Whitman, miembro del Comité del Suelo Libre por Brooklyn y editor del Freeman de Brooklyn, un periódico de Suelo Libre
- John Greenleaf Whittier
- Henry Wilson
- Asa Walker
- Victor Willard, senador por Wisconsin, 17.º Distrito, 1849–50; y delegado de la Convención Constitucional por Wisconsin, 1846 (Dem.)[7]
- Willard Woodard, educador, editor, cofundador del club del Suelo Libre y presidente